# 集中治療後症候群
集中治療後症候群（しゅうちゅうちりょうごしょうこうぐん、英: post intensive care syndrome）は、重い病気の治療のために集中治療室(ICU)に入り、後に退室した患者に対して長期的に影響を及ぼす障害のことで、不安障害・PTSD・急性ストレス障害・鬱病を始めとした精神機能障害、記憶障害・注意障害を始めとした認知機能障害、肺機能障害・神経筋障害・全般的身体機能障害を始めとした運動機能障害などが当てはまる。この症候群に陥ると、退院後の社会復帰が困難になるとされている。この症候群はICUに在室中に生じたものであっても、退院後に生じたものであっても適応される。英語の「post intensive care syndrome」を略してPICS（ピックス）とも呼ばれる。また、この症候群は患者の家族に対しての精神的な影響を含むものとして、PICS-F（postintensive care syndrome-family）として研究が進められている。

## 概要
集中治療室(ICU)での重症患者の救命率が向上する一方で、生還した患者の長期的な生活の質（QOL）や、その死亡率に関心が向けられるようになり、2012年に米国集中治療医学会で集中治療後症候群の概念が提唱された。
2016年度版の『日本版重症敗血症診療ガイドライン』では独立した章として取り上げられた。また、日本集中治療医学会では、PICSに対応するために「PICS対策・生活の質改善検討委員会」を立ち上げている。
新型コロナウイルス感染症拡大に伴うパンデミックの影響を受けて、集中治療後症候群の研究が進められた。東京都健康長寿医療センターでは、この研究を「新型コロナウイルス感染症に伴う集中治療後症候群の研究（Post-Intensive Care outcomeS of Patients with COronaVIrus Disease 2019、通称: PICS-COVID study）」と呼んでいる。また、日本集中治療医学会なども新型コロナウイルス感染者の後遺症に対する研究の一環として集中治療後症候群の研究を行っている。

## 症状・研究

### 身体機能障害
PICSの身体機能障害には、肺機能障害・神経筋障害・全般的身体機能障害などがある。神経筋障害の中でもICU-AWと呼ばれる症候群はPICSの身体機能障害の中でも重要な部類とされている。

### 認知機能障害
PICSの認知機能障害としてはせん妄・認知症・鬱病などが挙げられ、特に前述したせん妄（Delirium）・認知症（Dimentia）・鬱病（Depression）の3つの病気は頭文字をとって「3Ds」と呼ばれている。せん妄はICU滞在中から生じているケースが多いため、認知機能障害の長期的な影響との関連性が指摘されている。研究によれば、集中治療室を退院した患者の30%から80%の人に認知機能障害が生じているといわれている。また、認知機能障害を患った高齢者の患者が増えることで、死亡リスクが増加するだけでなく、医療費の増加と家族の負担に繋がるため、認知機能障害に関しては特に問題視されている。

### 精神機能障害
PICSの精神機能障害としては鬱病・不安障害・PTSDなどが挙げられる。2018年にイギリスの28の集中治療室を対象に実施された、レベル3の集中治療室での治療を1日以上受けた16歳以上の患者を対象とした観察研究では、鬱病の患者が40%、不安障害の患者が46%、PTSDの患者が22%もいた上、その状態が一年後にも継続していた。また、全ての患者の中で18%もの患者が鬱病・不安障害・PTSDの全ての基準を満たしていた。また、別の研究によれば、重症患者の生存者の中の30%が鬱状態となり、70%が不安の中で苦しみ、10%から50%がPTSDを発症するとされている。

### PICS-F
生存者/非生存者の家族の間で発生するPICS-Fは、心理的/社会的な要因を元に家族に発生し、不安障害・鬱病・急性ストレス反応・睡眠障害・PTSDなどを発症する傾向にある。特に不安障害に関しては患者の家族の10%から75%に見られるとされている。

## PICSの予防
この軽減や予防には早期のリハビリテーション、家族からのサポート、自発呼吸トライアル、適当な鎮痛薬や鎮静薬の選択などが必要となるとされている。特にICU-AWを発症した人は、在院日数の増加などに伴い、死亡率も増加するとされているため、PICSの予防が急務とされている。
2010年頃から、「A: 気道確保（Airway Management）」「B: 呼吸トライアル（Breathing Trials）」「C: ケアの呼吸とコミュニケーション（Coordination of care and Communication）」「D: せん妄評価管理（Delirium Assessment）」「E: 早期運動療法（Early Mobility）」からなるPICSを予防するための「ABCDEハンドル」を提唱され始めた。後に、PICS-Fの認識が広まるにつれて、「F: 家族、フォローアップ（Family and Follow-up Referrals）」「G: 良好なコミュニケーション（Good communication）」「H: 配布資料（Handout Materials）」が追加されて「ABCDEFGHハンドル」となった。
また、PICS-Fに関しての予防・対処としては「VALUE」を用いたコミュニケーションが注目されており、「Value and appreciate what the family members said」（家族の言っていることの価値を認める）、「Acknowledge the family members emotions」（家族の感情を認め、その感情に医療者が気づいていることを伝える」、「Listen」（話を良く聴く）、「ask questions that would allow the caregiver to Understand who the patient was as a person」（他人と違う一個人として患者を理解するための質問をする）、「Elicit questions from the family members」（家族からの質問を引き出す）の5つのポイントが大事だとされている。
また、一般には病院で集中治療室に患者を入れた直後から理学療法士などが患者の体を動かしたり、麻酔薬の量などを調整したりするなどしてPICSを予防する策が講じられることが多いものの、新型コロナウイルス感染症によるパンデミックの下では、人手不足に伴い、予防策が十分に行われていない可能性があるとされている。